# Enter Madame
Enter Madame è un film muto del 1922 diretto da Wallace Worsley. Ambientato nell'ambiente teatrale dell'opera lirica, aveva come interpreti Clara Kimball Young, Elliott Dexter, Louise Dresser, Lionel Belmore, Wedgewood Nowell, Rosita Marstini, Arthur Rankin.
La sceneggiatura di Frank S. Beresford si basa sull'omonimo lavoro teatrale, una commedia in tre atti, di Gilda Varesi e Dolly Byrne, andato in scena in prima al Garrick Theatre di Broadway il 16 agosto 1920, che aveva come protagonista la stessa Gilda Varesi, famosa attrice e cantante d'opera.

## Trama
Sebbene sia molto innamorata del marito, la famosa cantante lirica Lisa Della Robia lo trascura a causa della sua carriera che la porta spesso molto lontano. Quando scopre che lui vuole divorziare per poter sposare una vedova, Lisa pianta la tournée italiana per ritornare immediatamente negli Stati Uniti. Dapprima rifiuta di vedere il marito, poi si mette d'impegno per farlo rinnamorare di sé, usando tutte le astuzie femminili che ha a disposizione, così da riconquistarlo e liberarsi una volta per tutte della rivale.

## Produzione
La lavorazione del film, prodotto dalla Samuel Zierler Photoplay Corporation, iniziò ai primi di luglio 1922. La Exhibitors Trade Review del 5 agosto 1922 riportava che per il film furono costruiti elaborati set di ambiente italiano, compreso l'esterno del Teatro alla Scala di Milano.

## Distribuzione

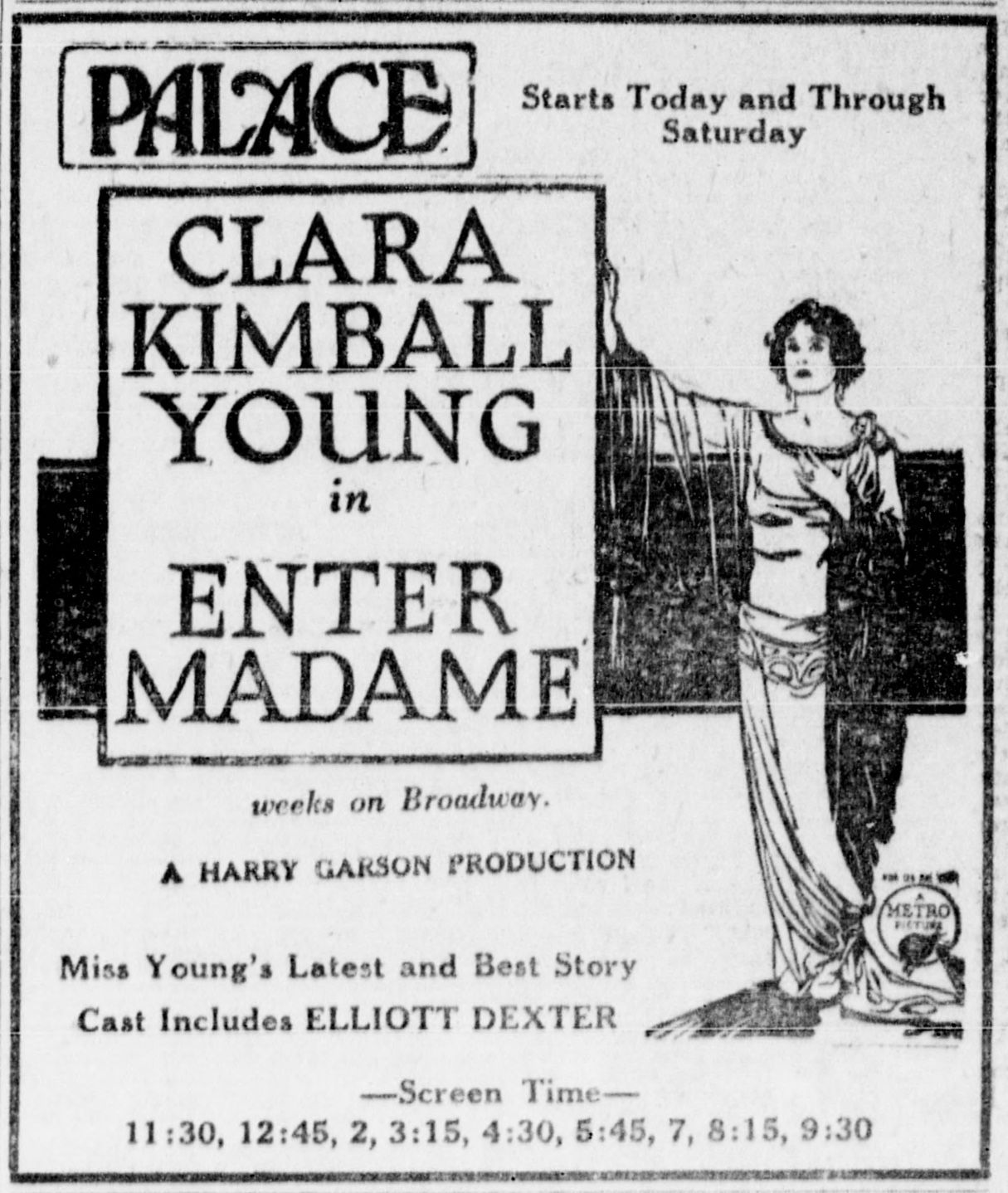
Pubblicità su The Morning Tulsa Daily World
(28 novembre 1922)

Il copyright del film, richiesto dalla Samuel Zierler Photoplay Corp., fu registrato il 5 dicembre 1922 con il numero LP18471.

Distribuito dalla Metro Pictures Corporation, il film uscì nelle sale statunitensi il 13 novembre 1922 dopo un'uscita in Portogallo del 10 novembre con il titolo O Poder de Uma Mulher. In Francia, distribuito il 30 maggio 1924, prese il titolo Un ménage d'actrice

### Conservazione
Copia completa della pellicola si trova conservata negli archivi della Cinémathèque de Toulouse e della Cinémathèque Royale de Belgique di Bruxelles.